# Заруцький Олександр Станіславович
Олександр Заруцький (рос. Алекса́ндр Станисла́вович Зару́цкий; нар. 24 січня 1969, Нальчик, РРФСР) — російський футболіст, півзахисник.

## Клубна кар'єра
Розпочав дорослу футбольну кар'єру в 1990 році в клубі «Море» (Феодосія). У 1992 році команда заявилася для участі у перехідній лізі чемпіонату України. 4 квітня 1992 року Олександр дебютував за «Море» у програному (0:1) домашньому поєдинку 1-го туру другої підгрупи перехідної ліги чемпіонату України проти харцизького «Канатника». Заруцький вийшов у стартовому складі та відіграв увесь поєдинок. Того сезону Олександр взяв участь у 5-ти матчах чемпіонату, проте його команда посіла останнє 9-те місце у другій підгрупі чемпіонату й залишилася на наступний, 1992/93, сезон у перехідній лізі, проте цього сезону ця ліга мала вже статус четвертого (а не як минулого сезону — третього) дивізіону чемпіонату України. Зігравши того сезону 1 матч у національному чемпіонаті України, залишив феодосійський клуб та повернувся до Росії.
З 1992 по 1994 роки захищав кольори клубів «Еталон» (Баксан) та «Автодор».
У 1994 році перейшов до нальчикського «Спартака», у складі якого провів більшу частину своєї ігрової кар'єри, зігравши за команду в цілому 9 сезонів, в яких провів 268 матчів і забив 52 м'ячі.
У 1998 році виступав у клубах «Аланія» та «Аланія-2» (зіграв лише по 1 матчу в національному чемпіонаті Росії за кожен з цих клубів).
У 2000 та 2003 роках захищав кольори казахських клубів «Женіс» та «Єлимай» відповідно. Чемпіон Казахстану 2000 року в складі «Женіса».
У 2004 році повернувся до України та підписав контракт з сімферопольською «Таврією». У футболці кримської команди дебютував 14 березня 2004 року у нічийному (0:0) виїзному поєдинку 16-го туру вищої ліги чемпіонату України проти київського «Динамо». Олександр вийшов на поле в стартовому складі та відіграв увесь поєдинок. Дебютним голом за сімферопольську команду відзначився 10 червня 2004 року на 48-ій хвилині переможного (3:1) домашнього матчу 28-го туру вищої ліги чемпіонату України проти полтавської «Ворскли-Нафтогаз». Заруцький вийшов у стартовому складі та відіграв увесь поєдинок. Загалом у футболці «Таврії» у чемпіонаті України зіграв 27 матчів та відзначився 1 голом, ще 4 матчі (2 голи) провів за кримську команду у кубку України. Під час зимової перерви сезону 2004/05 років залишив «Таврію» та повернувся до нальчикського «Спартака», у складі якого й завершив кар'єру футболіста.

## Кар'єра тренера
З 2006 року по квітень 2013 року був спортивним директором клубу «Спартак-Нальчик».

## Досягнення
- Суперліга Казахстану
  -  Чемпіон (1): 2000